# Château de Barres
Ne doit pas être confondu avec Château des Barres.
Le château de Barres est une gentilhommière du XVIIIe siècle située sur la commune de Langogne dans le département de la Lozère, en France.

## Histoire
En 1994, il a été aménagé par l'architecte français Jean-Michel Wilmotte pour servir d'hôtel-restaurant.